# Моріта Акіо
Акіо Моріта (盛田昭夫; 26 січня 1921, Наґоя, Японія — 3 жовтня 1999, Токіо) — японський інженер та підприємець, співзасновник корпорації Sony (Sony Corporation).

## Біографія
Народився в сім'ї винокурів — сім'я займалася виробництвом саке.
Закінчив Осакський університет.
Будучи фізиком за фахом, в часи Другої світової війни служив офіцером в японському флоті, де у військовому дослідницькому комітеті познайомився з Масару Ібука, який на той час шукав молодих і талановитих інженерів для власної компанії. Після закінчення війни деякий час читав лекції в Токійському технологічному інституті.
7 травня 1946 року разом з Масару Ібука заснував «Токійську телекомунікаційну інженерну корпорацію» (东京 通信 工业), попередницю Sony, з приблизно 20-ма співробітниками і первісним капіталом у 190 000 єн. В 1949 році компанія розробила магнітну записувану плівку, а в 1950 році продала перший магнітофон. У 1957 році компанія випустила кишенькове радіо, а роком пізніше перейменувалася в Sony. В 1960 Sony випустила перший у світі транзисторний телевізор. У 1961 році Sony Corporation of America стала першою японською компанією, що значилася в списках Нью-Йоркській біржі. В 1989 році Sony купила Columbia Pictures.
На початку 1990-х у співавторстві з політиком Сінтаро Ісіхара написав есе «Японія, яка може сказати ні», в якому виступив з критикою ведення бізнесу в США та закликав Японію прийняти більш незалежну позицію у бізнесі та іноземних справах.
25 листопада 1994 заявив про відхід з поста глави Sony після того, як отримав крововилив у мозок в ході гри в теніс.
У 1982 році був нагороджений Британським Королівським Товариством Мистецтв Медаллю Альберта та став першим японцем, що отримали це звання. Двома роками пізніше отримав престижний Національний Орден Почесного легіону, а в 1991 від імператора Японії — Орден Святого Скарба Першого Ступеня.
Помер від пневмонії. Залишив після себе книгу спогадів «Зроблено в Японії».